# Dimitrios Kourbelis
Dimitrios Kourbelis (griechisch Δημήτριος Κουρμπέλης, * 2. November 1993 in Korakovouni, Griechenland) ist ein griechischer Fußballspieler.

## Karriere

### Verein
Seine Profilaufbahn begann Kourbelis 2011 bei Asteras Tripolis. Bei Kallithea war Koutroubis bis Dezember 2016 aktiv und kam in diesem Zeitraum auf insgesamt 89 Einsätze in der höchsten griechischen Spielklasse. Im gleichen Zeitraum absolvierte er 16 Europapokalspiele. Herausragend war hierbei die Teilnahme an der UEFA Europa League 2014/15 als Kourbelis mit seinem Verein die Gruppenphase erreichte und sich auf dem Weg dorthin u. a. gegen Mainz 05 durchsetzte. 2013 erreichte er mit Tripolis das Finale um den Griechischen Fußballpokal, unterlag dort jedoch Olympiakos Piräus nach Verlängerung mit 1:3.
Am 23. Dezember 2016 gab Panathinaikos Athen die Verpflichtung von Kourbelis bekannt.
Im Juli 2023 wechselte Kourbelis ablösefrei zu Trabzonspor in die türkische Süper Lig. Allerdings konnte er sich dort nicht durchsetzen und kam in der ersten Saisonhälfte nur auf sechs Ligaeinsätze. Aufgrund mangelnder Spielzeit wurde er im Januar 2024 für den Rest der Saison an Fatih Karagümrük ausgeliehen.
Bei Fatih Karagümrük absolvierte Kourbelis zwölf Süper-Lig-Spiele. Am 17. Juli 2024 wurde sein Vertrag mit Trabzonspor im gegenseitigen Einvernehmen aufgelöst, ohne dass eine Abfindung gezahlt wurde.
Am 20. August 2024 unterschrieb Kourbelis einen Vertrag bei Al-Khaleej in der Saudi Pro League. Der Kontrakt läuft bis zum 30. Juni 2026 und bringt ihm ein Jahresgehalt von 2 Millionen Euro ein. In der laufenden Saison 2024/25 hat er bisher 16 Spiele in der Saudi Pro League absolviert und dabei zwei Tore erzielt sowie eine Vorlage gegeben.

### Nationalmannschaft
Sein Debüt für die griechische Fußballnationalmannschaft gab Kourbelis unter Michael Skibbe am 9. Juni 2017. Gegner im Rahmen eines WM-Qualifikationsspiels war die Mannschaft aus Bosnien und Herzegowina.